# Segle XXXIV aC
El segle XXXIV aC és un període de l'edat del bronze que, segons algunes datacions, suposa l'inici de la història, ja que apareix escriptura pròpiament dita. És un període que comprèn els anys entre el 3400 aC i el 3301 aC.

## Política
Mesopotàmia continua al Període d'Uruk i és la civilització més avançada del món. A Grècia comencen a créixer els nuclis urbans, especialment a les planes costaneres, gràcies a la millora agrícola. A l'Índia, neixen els poblats que posteriorment seran les urbs de la civilització de la vall de l'Indus

## Economia i societat
Segons les troballes d'Ötzi, un home momificat trobat als Alps que va viure en aquest període (data aproximada), la costura s'havia desenvolupat àmpliament pels diversos continents, aprofitant les llanes i les pells dels animals per confeccionar vestits adaptats al cos i al clima, ornamentats i no simplement com a cobertors. També demostra que es coneixien tècniques rudimentàries de medicina, basades en productes de l'entorn, fet que va permetre allargar l'esperança de vida general.
Les classes socials privilegiades marcaven el seu estatus amb signes que anaven més enllà de la vestimenta, per exemple els governants sumeris tenien segells amb símbols de poder que usaven per marcar tauletes, com una mena de signatura.

## Invencions i descobriments
Sorgeixen els primers vestigis de l'escriptura cuneïforme, que no es desenvoluparia plenament fins segles més tard. Aquest sistema es basava en pictogrames de significat únic i consensuat, més enllà de les possibles anotacions particulars o corporatives de períodes anteriors, la qual cosa permetia una comunicació àmplia en diferents camps.

## Art, cultura i pensament
El culte a una deessa mare o natura és present a diverses cultures. Apareixen també a diferents indrets proves de sacrificis rituals per guanyar-se el favor de la divinitat. L'ocre vermellós continua sent el color sagrat amb el qual es pinten els cossos dels morts o es fan les pintures propiciatòries, i apareix en utensilis destinats al culte.